# Carsten Spengemann
 (juin 2018).
Si vous disposez d'ouvrages ou d'articles de référence ou si vous connaissez des sites web de qualité traitant du thème abordé ici, merci de compléter l'article en donnant les références utiles à sa vérifiabilité et en les liant à la section « Notes et références ».
Carsten Spengemann, né le 6 septembre 1972 à Hambourg, est un animateur de télévision, commentateur sportif et acteur allemand.

## Carrière professionnelle
Carsten Spengemann a opté pour une carrière d'acteur parce qu'il était déjà actif dans un groupe de théâtre dans son lycée de Hambourg. Il a pris des cours de théâtre à New York et Miami. De retour en Allemagne, il a d'abord joué dans des publicités, puis dans les séries Polizeiruf 110, St. Angela et Unter uns. De 1999 à 2003, il a joué le rôle du garde du corps Mark Roloff dans Forbidden Love. En outre, il a joué dans différentes pièces de théâtres à Hambourg. Il est le sponsor de la Fondation Björn Steiger pour le projet Retten macht Schule. En 2011, il a attiré l'attention en postulant à ZDF pour succéder à Thomas Gottschalk en tant que présentateur de Wetten, dass..?. Cependant, la chaîne ne l'a pas retenu et a attribué le poste à Markus Lanz. Depuis le début de l'année 2017, Spengemann, qui joue lui-même au football américain depuis sa jeunesse, entraîne les Ravens de Hambourg en tant que coordinateur défensif,. En 2017, il a été commentateur pour les matchs de football américain de la ligue professionnelle américaine NFL.

## Vie privée
En 2003, il prétendait être, selon sa grand-mère, le petit-fils de Hans Albers, sa mère Marianne étant issue d'une relation extra-conjugale. Cependant, cela n'a jamais pu être prouvé en l'absence de test d'ADN. 
En 2002, Spengemann a été marié 86 jours à la présentatrice Anna Heesch, le couple s'est séparé pendant une dispute.

## Filmographie
- 1998 : Unter Uns (Épisode 1.833)
- 1999 : T.V. Kaiser (Épisode : Hör auf, Du machst unsere Familie kaputt!)
- 1999–2003 : Verbotene Liebe (Episodes 1104–1899)
- 2003 : Die Wache
- 2003 : Bei aller Liebe
- 2004 : Beauty Queen (4 épisodes)
- 2004 : La Chasse au Requin Tueur
- 2005 : Les Allumeuses (Épisode : Teppichluder)
- 2011 : Küstenwache (Épisode : Eiskalte Engel)
- 2014 : Promi Shopping Queen

## Animateur de télévision
- 2002-2004 : Deutschland sucht den SuperStar
- 2016 : Deutschland-Deine Promis